# شین زویی
شین زویی (درگذشت ۱۶۸ سال قبل از میلاد) که همچنین به عنوان لیدی دای یا مارکیز دای شناخته می‌شود، همسر لی کانگ (利蒼)، مارکیس دای و صدراعظم پادشاهی چانگشا، در دوره سلسله غربی هان چین باستان است. او به خاطر مقبره اش مورد توجه قرار گرفته‌است و بقایای فوق‌العاده ای که در سال ۱۹۶۸، در کنار صدها اثر و اسناد با ارزش، در داخل تپه معروف به ماوانگدویی، در چانگشا، هونان، چین کشف شده‌است. جسد و وسایل وی در حال حاضر تحت مراقبت موزه هونان است که در نمایشگاه‌های بین‌المللی گاه به گاه اجازه نمایش آنها داده می‌شود.

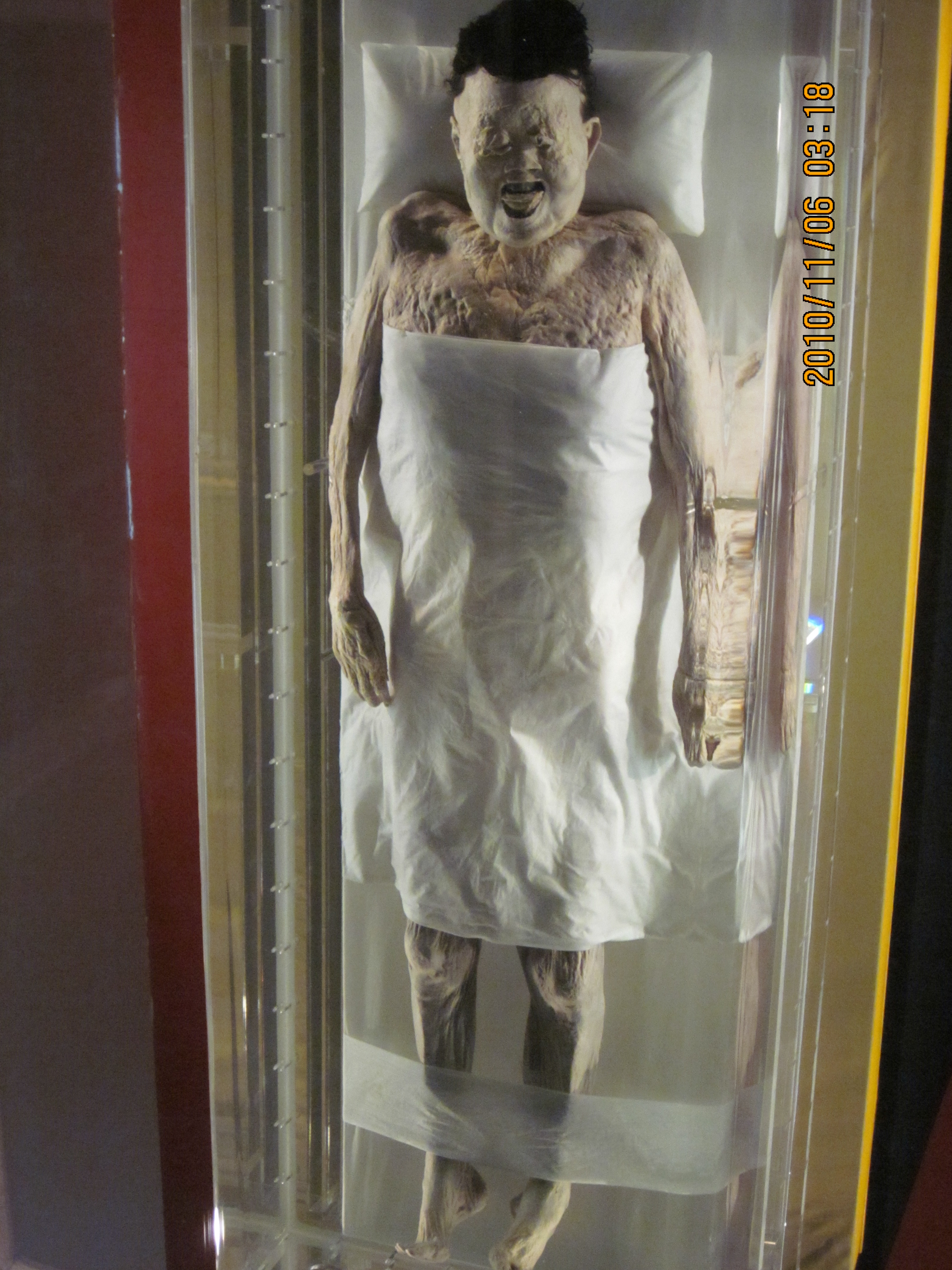
بدن حفظ شده شین زوی.